# Мурашкин, Пётр Андреевич
Пётр Андре́евич Мура́шкин (18 мая 1928 — 7 мая 2015) — передовик советского машиностроения, токарь Горьковского машиностроительного завода имени Серго Орджоникидзе Министерства авиационной промышленности СССР, город Горький, Герой Социалистического Труда (1974).

## Биография
Родился в 1928 году в селе Новая Слобода, ныне Большеболдинского района Нижегородской области в русской крестьянской семье. В самом начале Великой Отечественной войны, тринадцатилетним подростком стал трудился в местном колхозе наравне со взрослыми для фронта и для Победы. В этой связи аттестат о среднем образовании получил только в 1957 году. 
Отслужив в Красной Армии, в 1951 году трудоустроился на Горьковский авиастроительный завод. Стал работать токарем. В совершенстве овладел профессией. Получил право работать с личным клеймом. За высокие показатели в восьмой пятилетки был представлен к награждению Орденом Ленина. 
Указом Президиума Верховного Совета СССР от 16 января 1974 года (закрытым) за достижение высоких показателей в производстве Петру Андреевичу Мурашкину было присвоено звание Героя Социалистического Труда с вручением ордена Ленина и медали «Серп и Молот».
Много времени посвятил общественной работе. Был депутатом Московского районного Совета[уточнить] народных депутатов, наставником молодых специалистов. С 1988 году на пенсии. 
Проживал в городе Нижнем Новгороде. Умер 7 мая 2015 года. Похоронен на Федяковском кладбище в Нижнем Новгороде.

## Награды
За трудовые успехи был удостоен:
- золотая звезда «Серп и Молот» (16.01.1974)
- два ордена Ленина (26.04.1971, 16.01.1974)
- другие медали.